# 六所神社
六所神社（ろくしょじんじゃ）・六社神社（ろくしゃじんじゃ）は、日本の神社。この名を名乗る神社は日本全国に存在する。
社名は、六柱の神を祭神とすることによる。創建当初から六柱を祭神としていた場合、都合により六つの神社を合祀した場合などがある。
令制国の総社の中には「六所神社（六所宮）」という社名のものがいくつかある。これは、その国の一宮から六宮までの祭神を勧請して総社としたことによるものである。このことから、歴史学者吉田東伍は、「六所」とは「六か所」という意味だけではなく、管内の神社を登録・管理し統括する「録所」の意味でもあるとしている。民俗学者中山太郎は、「録所」は墓地の意味であるという説を唱えている。

## 総社
- 出羽国　六所神社 （山形県鶴岡市上藤島）
- 安房国　六所神社 （千葉県館山市正木）
- 下総国　六所神社 （千葉県市川市須和田）
- 武蔵国　六所宮 （東京都府中市宮町） – 大國魂神社
- 相模国　六所神社 （神奈川県中郡大磯町国府本郷）
- 出雲国　六所神社 （島根県松江市大草町）

## 主な六所神社

### 東北・関東地方
- 嶽六所神社 （秋田県大仙市神宮寺）
- 六所神社 （山形県鶴岡市上藤島） – 出羽国総社
- 六所神社 （茨城県常総市中妻町）
- 六所神社 （茨城県つくば市臼井） – 明治一村一社制により廃社。筑波山神社関係地。ご神体は蚕影神社に移されている。
- 六所神社 （群馬県前橋市江木町）
- 六所神社 （埼玉県所沢市上新井）
- 六所神社 （千葉県市川市須和田） – 下総国総社
- 六所神社 （千葉県館山市正木） – 安房国総社
- 六所神社 （千葉県印旛郡酒々井町墨）
- 六所神社 （東京都大田区下丸子）
- 六所神社 （東京都世田谷区赤堤）
- 六所神社 （東京都世田谷区野毛）
- 六所神社 （東京都世田谷区給田）
- 六所神社 （神奈川県中郡大磯町国府本郷） – 相模国総社

### 中部地方
- 塩釜六所神社 （新潟県岩船郡粟島浦村釜谷）
- 六所神社 （静岡県沼津市岡一色）
- 六所神社 （静岡県掛川市上垂木）
- 六所神社 （愛知県名古屋市東区矢田南）
- 六所神社 （愛知県名古屋市西区比良）
- 六所神社 （愛知県岡崎市明大寺町） – 松平郷の六所神社より分祀を受けたもの。
- 六所神社 （愛知県豊田市坂上町） – 鹽竈六所明神（鹽竈神社の六所宮の神）を勧請したことによる。

### 近畿地方
- 六所神社 （京都府京都市山科区北花山大峰町）
- 六所神社 （京都府京都市山科区上花山旭山町）
- 喜多六所神社 （京都府福知山市喜多）
- 六所神社 （京都府相楽郡南山城村野殿）
- 六所神社 （京都府相楽郡南山城村北大河原）

### 中国・四国地方
- 六所神社 （島根県松江市大草町） – 出雲国総社
- 六所神社 （高知県高岡郡日高村岩目地）

### 九州地方
- 六所神社 （福岡県筑後市羽犬塚） – 六所宮
- 六所神社 （福岡県糸島市志摩馬場）
- 六所神社 （福岡県糟屋郡新宮町立花口）
- 六所神社 （大分県豊後高田市市夷)

## 主な六所社・六所宮
- 六所宮 （東京都府中市宮町） – 大國魂神社
- 六所社 （愛知県名古屋市北区下飯田町）
- 六所社 （愛知県名古屋市北区金城町）
- 六所社 （愛知県小牧市郷中）
- 六所宮 （大分県由布市湯布院町） – 宇奈岐日女神社

## 主な六社神社
- 六社神社 （山形県山形市見崎）
- 六社神社 （茨城県つくば市泉）
- 六社神社 （埼玉県吉川市深井新田）
- 六社神社 （千葉県千葉市若葉区野呂町）
- 六社神社 （千葉県千葉市若葉区古泉町）
- 六社神社 （千葉県流山市深井新田）
- 六社神社 （静岡県浜松市中央区恒武町）
- 六社神社 （静岡県浜松市中央区中郡町）
- 六社神社 （静岡県浜松市中央区小沢渡町）
- 六社神社 （静岡県磐田市福田）
- 六社神社 （徳島県名東郡佐那河内村下栗見坂）